# Ugento
Ugento – miejscowość i gmina we Włoszech, w regionie Apulia, w prowincji Lecce.
Według danych na rok 2004 gminę zamieszkiwały 10 134 osoby, 103,4 os./km².